# حبیلات غربی، قنا
عباسه (به عربی: الحبيلات الغربية)، روستایی از توابع شهرستان ابو تشت در استان قنا و کشور مصر است.

## جمعیت
براساس سرشماری سال ۲۰۰۶ مصر، جمعیت آن ۶۶۲۵ نفر(۳۱۹۹ مرد و ۳۴۲۶ زن) بوده‌است.